# Аарон Картер
Аарон Чарльз Картер (англ. Aaron Charles Carter; 7 грудня 1987, Тампа, Флорида — 5 листопада 2022, Ланкастер, Каліфорнія) — американський поп та хіп-хоп-співак. Розпочав свою кар'єру як підліток-співак і в перші роки початку 21 століття був підлітковим ідолом для американської аудиторії, записавши на той час чотири студійні альбоми.
Свій дебютний самоназваний альбом випустив у 1997 у віці 10 років, який продався у понад 1 мільйон копій по світу. Його другий студійний альбом Aaron's Party (Come Get It) (2000) продався у понад три мільйони копій по США. Цей успіх привів його до виступів на Nickelodeon та виконанні на концертах разом із Backstreet Boys. Третій альбом Картера Oh Aaron (2001) також продався у понад мільйон копій. Його четвертий альбом Another Earthquake! (2002) став його останнім студійним на наступні 16 років.

## Раннє життя
Аарон Чарльз Картер народився 7 грудня 1987 року в Тампській лікарні в місті Тампа, Флорида, де його батьки Джейн Елізабет (уроджена Сполдинг) та Роберт Гін Картер (1952—2017) керували будиноком для престарілих Гарден Вілла. Його сім'я раніше жила в Нью-Йорку, де народився його старший брат Нік (учасник гурту Backstreet Boys). У Аарона є сестра-близнюк Енджел (модель) та дві молодші сестри: Бі. Джі. та Леслі (1986—2012). Картера назвали на честь дідуся по батьковій лінії, Аарон Чарльз Картер, та дідуся по материній, Дуглас Чарльз Сполдинг. Картер ходив у початкову школу Френка Ді. Маелса та у Раскінську школу у Флориді.

## Музична кар'єра
Картер почав свою музичну діяльність у віці 7 років. Разом із друзями він сформував місцевий рок-гурт під назвою Dead End. Аарон покинув гурт через два роки внаслідок бажання колективу грати в напрямку альтернативний рок, тоді як Картер був зацікавлений в поп-музиці.
В березні 1997 Картер вперше виконав пісню на публіці під час виконання пісні гурту The Jets «Crush on You» на концерті гурту Backstreet Boys в Берліні. Восени 1997 Картер підписав свій перший контракт із музичним лейблом та випустив свій перший сингл «Crush on You». Його перший студійний альбом Aaron Carter вийшов 1 грудня 1997 та досяг золотої сертифікації в Норвегії, Іспанії, Данії, Канаді та Німеччині; пізніше, 16 червня 1998 альбом вийшов у США.

## Особисте життя
У 2002 році зустрічався з американською акторкою Гіларі Дафф, коли їм обом було 16 років. Пара розлучилася у 2003, після того як Аарон почав зустрічатися із Ліндсі Лоан за спиною Дафф.
21 лютого 2008 Картера заарештували за прискорення швидкості на дорозі в Кімбл штату Техас; при арешті в його машині було знайдено дві унції марихуани.
22 листопада 2013 Картер подав петицію про банкрутство, маючи у боргах понад $3,5 мільйони, які він не виплачував як податки за час популярності.
15 липня 2017 Картера заарештували за підозру у їзді під впливом та наявністю марихуани. Пізніше в липні 2017 він згадував про свої проблеми зі здоров'ям, а саме про гітальну грижу та непереносність лактози. Також він підтвердив використання об'ємних фільтрів для обличчя.
5 серпня 2017 на своєму Twitter помістив пост, який вказував на його бісексуальність: у віці 13 років «я був приваблений до хлопців та дівчат»; у віці 17 років «після декількох стосунків із дівчатами, я мав досвід із чоловіком, до якого я відчував привабливість, з яким я виріс та працював». Проте у 2018 Картер відмовився від заяви про бісексуальність, називаючи її «неправильно витлумаченою», кажучи, що «я бачу себе у стосунках із жінкою та хочу мати дітей. Я хочу мати сім'ю».

## Дискографія
- Aaron Carter (1997)
- Aaron's Party (Come Get It) (2000)
- Oh Aaron (2001)
- Another Earthquake! (2002)
- LØVË (2018)